# プエニャーゴ・スル・ガルダ
プエニャーゴ・スル・ガルダ（伊: Puegnago sul Garda）は、イタリア共和国ロンバルディア州ブレシア県にある、人口約3,500人の基礎自治体（コムーネ）。

## 地理

### 位置・広がり

#### 隣接コムーネ
隣接するコムーネは以下の通り。
- ガヴァルド
- マネルバ・デル・ガルダ
- ムスコリーネ
- ポルペナッツェ・デル・ガルダ
- サロ
- サン・フェリーチェ・デル・ベナーコ

### 地震分類
イタリアの地震リスク階級 (it) では、2 に分類される
。

## 行政

### 分離集落
プエニャーゴ・スル・ガルダには、以下の分離集落（フラツィオーネ）がある。
- Castello (sede comunale), Monteacuto, Mura, Palude, Raffa, San Quirico